# Jean Valin
Jean Valin (Bonnevoie, 21 maggio 1899 – Lussemburgo, 31 agosto 1983) è stato un calciatore lussemburghese, di ruolo portiere.

## Carriera

### Club
Jean Valin ha iniziato la sua carriera da portiere nel 1921, difendendo la porta dell'Hollerich Bonnevoie, club con cui ha militato fino al 1925. Successivamente, si è trasferito all'Union Luxembourg, dove ha giocato per due stagioni, dal 1925 al 1927.

### Nazionale
A livello internazionale, ha rappresentato la Nazionale di calcio del Lussemburgo tra il 1922 e il 1927, collezionando 5 presenze. Durante la sua esperienza in nazionale, ha partecipato a incontri ufficiali contribuendo allo sviluppo del calcio lussemburghese negli anni Venti.